# Jan Madejski (inżynier)
Jan Madejski (ur. 12 maja 1925 w Książu Wielkim, zm. 21 października 2000 w Warszawie) – polski inżynier, profesor nauk technicznych, specjalista w zakresie termodynamiki i wymiany ciepła, twórca szkoły przepływów dwufazowych w Polsce, członek rzeczywisty Polskiej Akademii Nauk.

## Życiorys
Syn Władysława Madejskiego i Ireny z d. Świętochowskiej. Ojciec Jana Madejskiego był zawodowym oficerem lotnictwa wojskowego, w okresie II wojny światowej służył jako podpułkownik w Anglii, w latach 1946–1947  pełnił funkcję komendanta Oficerskiej Szkoły Lotnictwa w Dęblinie.
W czasie okupacji niemieckiej Jan Madejski uczył się na tajnych kompletach w Gimnazjum im. Tadeusza Reytana w Warszawie i w 1943 roku uzyskał w nim maturę, po czym studiował na tajnej Politechnice Warszawskiej. Był żołnierzem Armii Krajowej. W 1944 roku wstąpił ochotniczo do 1 Armii Wojska Polskiego, uczestniczył w walkach o Wał Pomorski i został ciężko ranny.
W 1947 roku ukończył studia na Wydziale Mechanicznym Politechniki Gdańskiej, gdzie pracował do 1967 roku, od 1954 roku jako kierownik Katedry Teorii Maszyn Cieplnych. W 1957 roku otrzymał stopień kandydata nauk technicznych (odpowiednik stopnia naukowego doktora), a w 1965 roku tytuł profesora nadzwyczajnego przyznany przez Radę Państwa. W latach 1965–1969 był zatrudniony w Wyższej Szkole Inżynierskiej w Rzeszowie. W latach 1969–1975 pracował w Instytucie Badań Jądrowych w Świerku, w latach 1970–1971 sprawując funkcję jego dyrektora. W latach 1975–1988 profesor Politechniki Rzeszowskiej. Od 1973 członek korespondent Polskiej Akademii Nauk, od 1986 członek rzeczywisty PAN.
Specjalizował się w termodynamice, przepływach dwufazowych i zagadnieniach cieplno-przepływowych, m.in. w energetyce jądrowej. Został pochowany na Cmentarzu Komunalnym Północnym w Warszawie.

## Monografie
- Teoria wymiany ciepła (1963)
- Wymiana ciepła przy wrzeniu i przepływy dwufazowe (1971, 1973)
- Termodynamika techniczna (1972, 1977, 1984, 2000)
- Wymiana ciepła w turbinach cieplnych (1988)
- Traktat o śmigłach (1991)

## Odznaczenia
- Krzyż Oficerski Orderu Odrodzenia Polski (1981)[2]
- Krzyż Kawalerski Orderu Odrodzenia Polski (1973)[2]
- Medal Komisji Edukacji Narodowej (1978)[2]
- Srebrny Medal „Zasłużonym na Polu Chwały”[2]
- Medal za Warszawę 1939–1945[2]
- Medal Zwycięstwa i Wolności 1945[2]
- Tytuł honorowy „Zasłużony Nauczyciel Polskiej Rzeczypospolitej Ludowej”[2]
- Medal „Zasłużonym dla Politechniki Rzeszowskiej” (1983)[2]